# Feldbahn der Roça Uba Budo
| Feldbahn der Roça Uba Budo                                                                         | Feldbahn der Roça Uba Budo |
| -------------------------------------------------------------------------------------------------- | -------------------------- |
| Feldbahntransport der Arbeiter zu den Kakao-Plantagen Feldbahngleise in der Roça Uba Budo, um 1916 |                            |
| Ehemaliger Streckenverlauf von 1958 auf einer Karte von 2022                                       |                            |
| Streckenlänge:                                                                                     | ca. 27 km                  |
| Spurweite:                                                                                         | 600 mm (Schmalspur)        |
| |                            |

Die Feldbahn der Roça Uba Budo (auch Roça Santa Clotilde) führte in São Tomé e Príncipe von der an der Küste gelegenen Roça Uba Budo Praia zu der auf 230 m Höhe über dem Meeresspiegel gelegenen Roça Uba Budo.

## Geschichte
Die Feldbahn mit einer Spurweite von 600 mm wurde um 1910–1917 verlegt und hatte 1924 bereits eine Länge von 27 km. Die Dampflokomotiven waren in einem zweigleisigen Schuppen untergebracht.
Die Überreste einer dreiachsigen Dampflokomotive und einige Gleisreste sind noch an der Pier der stillgelegten Palmölfabrik in Ubo Budo Praia erhalten. In Uba Budo Praia wird immer noch Kakao verarbeitet, aber die Palmölproduktion wurde eingestellt, und die dafür früher verwendete stationäre Dampfmaschine ist heute von der Vegetation überwachsen.

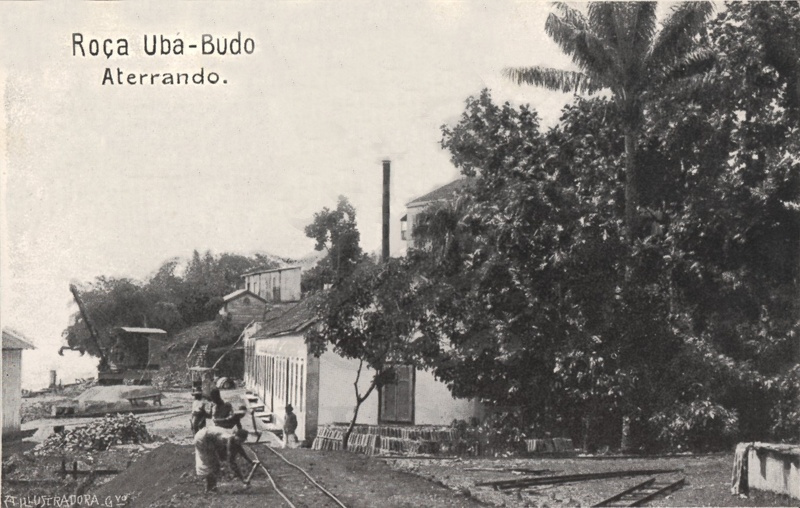
Decauville-Gleisjoche am Bahnhof Roça Uba Budo
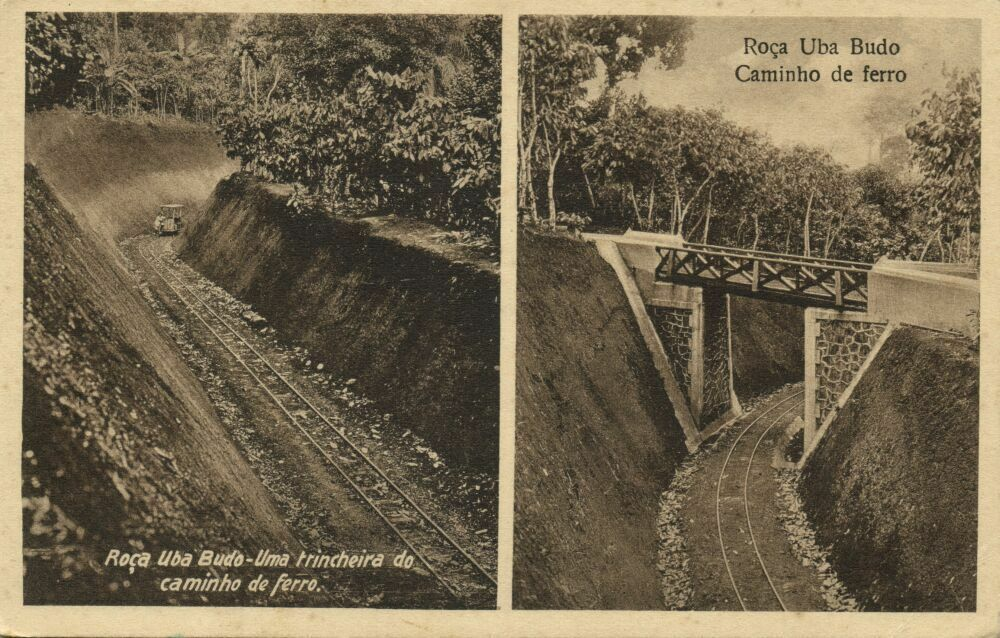
Einschnitt und Brücke über die Feldbahn
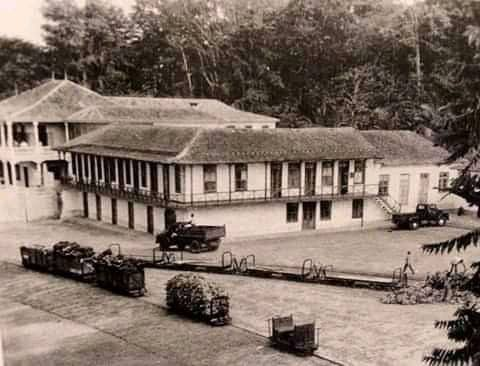
Feldbahnloren in der Roça Uba Budo